# Sean Faris
Sean Hardy Faris (Houston, Texas, 25 de março de 1982) é um ator estadunidense, que ficou conhecido por interpretar Jake Tyler no filme Quebrando Regras e Fernando Castillo em Twisted.
Interpretou no Need for Speed: The Run como Jack Rourke em 2011 e em 2014, interpretou Detetive Gabriel Holbrook, em Pretty Little Liars.

## Biografia
Sean Faris nasceu na cidade americana de Houston, Texas, e mudou-se para Ohio com 12 anos. Aos 18 anos foi para Los Angeles, onde acabou tornando-se rapidamente um ator de Hollywood, tendo diversos filmes e papéis na televisão em seu currículo. Entre os filmes que o jovem ator fez estão Pearl Harbor e Sleepover. Atuou em The Brotherhood 2, House Blend, Twisted e Winter Break e fez recentemente uma participação na série Diários de um Vampiro. Em 2008, Sean tirou a roupa para a revista britânica Cosmopolitan por uma boa causa, em benefício da sua escolha de conscientização do câncer de pâncreas. No mesmo ano, ele estrelou e produziu um curta-metragem chamado Manifest Destiny. Ainda em 2008 Sean lançou Quebrando Regras, onde ganhou o prêmio MTV Movie Award for Best Fight.

## Filmografia

### Cinema
| Ano       | Título                                                  | Personagem              |
| --------- | ------------------------------------------------------- | ----------------------- |
| 2001      | Twisted                                                 | Fernando Castillo       |
| 2001      | The Brotherhood II: Young Warlocks                      | John van Owen           |
| 2001      | Pearl Harbor                                            | Danny's Gunner          |
| 2004      | Sleepover                                               | Steve                   |
| 2005      | Yours, Mine and Ours                                    | William Beardsley       |
| 2005      | The Mostly Unfabulous Social Life of Ethan Green        | Orlando                 |
| 2008      | Manifest Destiny                                        | Josh                    |
| 2008      | Never Back Down                                         | Jake Tyler              |
| 2008      | The Glass Eye                                           | Danny                   |
| 2009      | Ghost Machine                                           | Tom                     |
| 2009      | Forever Strong                                          | Rick Penning            |
| 2009      | Brooklyn to Manhattan (NYC Underground)                 | Logan                   |
| 2010 2012 | Signed in Blood                                         | George                  |
| 2010 2012 | Amsterdam                                               | Caden                   |
| 2010 2012 | The King of Fighters Christmas With Holly O Esconderijo | Kyo Kusanagi Mark David |
| 2013      | Pawn                                                    | Nick                    |
| 2015      | The App                                                 | Vic Becklett            |
| 2015      | Adulterers                                              | Samuel                  |
| 2016      | Female Fight Club                                       | Potter                  |

### Televisão
| Ano  | Título              | Personagem               |
| ---- | ------------------- | ------------------------ |
| 2001 | Undressed           | Darren                   |
| 2002 | Even Stevens        | Scott Brooks             |
| 2002 | House Blend         | Chris Reed               |
| 2002 | Maybe It's Me       | n/a                      |
| 2002 | Smallville          | Byron Moore              |
| 2003 | Eve                 | Chip                     |
| 2003 | One Tree Hill       | High School Guy          |
| 2004 | Boston Public       | Troy Mooney              |
| 2004 | Life as We Know It  | Dino Whitman (2004-2005) |
| 2005 | Reunion             | Craig Brewster           |
| 2010 | The Vampire Diaries | Ben McKittrick           |
| 2010 | The Damn Thorpes    | Gideon Thorpe            |
| 2013 | Pretty Little Liars | Gabriel Holbrook         |
| 2014 | Supernatural        | Julian Duval             |
| 2016 | White Hot           | Beck Merchant            |
| 2017 | An Uncommon Grace   | Levi                     |